# Хараміїди
Хараміїди (Haramiyida) — найдавніші відомі травоїдні ссавці. За будовою зубів нагадують багатогорбкозубів, але їх щелепа (відома по виду Haramiyavia) є менш розвиненою, «на рівні еволюції морганукодона і кюнеотерія, з борозною для слухових кісточок на зубній щелепі»..
Існують аргументи як за, так і проти того, щоб вважати хараміїд пращурами по відношенню до підкласу багатогорбкозубі.
Спочатку вважалося, що верхні і нижні корінні зуби хараміїд дзеркальні по відношенню один до одного. За дрібними відмінностями були виділені два роди: Thomasia і Haramiyavia. Потім було висунуто припущення, що зазначені верхні і нижні щелепи могли належати до одного й того ж роду, що було підтверджено відкриттям нового виду Haramiyavia.
Подальше уточнення класифікаційного положення хараміїд на сьогодні неможливо аж до появи нових свідоцтв. Батлер і Хукер (Butler & Hooker, 2005) вважають, що хараміїд все ще можна розглядати як пращурів багатогорбкозубих з набагато більшою ймовірністю, ніж морганукодонтід, з виділенням таксона аллотеріїв.

## Класифікація
- Надродина †Haramiyoidea
  - Родина †Haramiyidae
    - Рід †Харамія

  - Родина †Haramiyaviidae
    - Рід †Haramiyavia
- Рід †Kirtlingtonia
- Рід †Millsodon
- Рід †Avashishta
- Родина †Hahnodontidae
  -     - Рід †Hahnodon
      - Вид †Hahnodon taqueti

    - Рід †Denisodon
      - Вид †Denisodon moroccensis

    - Рід †Cifelliodon
      - Вид †Cifelliodon wahkarmoosuch
- Ряд †Theroteinida
  - Родина †Theroteinidae
    - Рід †Theroteinus
- Ряд †Euharamiyida
  - Millsodon Butler and Hooker, 2005
  - Родина Eleutherodontidae Kermack et al. 1998
    - Eleutherodon Kermack et al. 1998
    - Maiopatagium Luo et al., 2017
    - Megaconus Zhou et al., 2013
    - Sineleutherus Martin, Averianov & Pfretzschner, 2010
    - Vilevolodon Luo et al. 2017[3]
    - Xianshou Wang, Meng, Bi, Guan and Sheng, 2014

  - Родина Arboroharamiyidae Zheng et al., 2013
    - Arboroharamiya Zheng et al., 2013

  - Родина Shenshouidae Mao and Meng, 2019
    - Qishou Mao and Meng, 2019
    - Shenshou Bi, Wang, Guan, Sheng and Meng, 2014
    - Sharypovoia Averianov et al, 2019

## Ресурси Інтернету
- Palaeos, Mammaliaformes: Allotheria
- John H Burkitt, Mammals, A World Listing of Living and Extinct Species(англ.)
- T Mike Keesey, The Dinosauricon, Ages of the Mesozoic
- Mikko K Haaramo, Haramiyida